# Sin (obra de Samuel Beckett)
Título original: Sans.
 
Escrito de Samuel Beckett de género indefinible que campea entre el poema y otros géneros experimentales más difusos. En su versión final, al menos por su disposición en el papel, sólo resulta ser algo más parecido a un poema en prosa o algo parecido a los fragmentos de un presocrático. Según los editores al español "se trata de fragmentos, residuos de un único “corpus” de los que provienen también los textos de Residua (Cuadernos Marginales nº 31, 1969)"

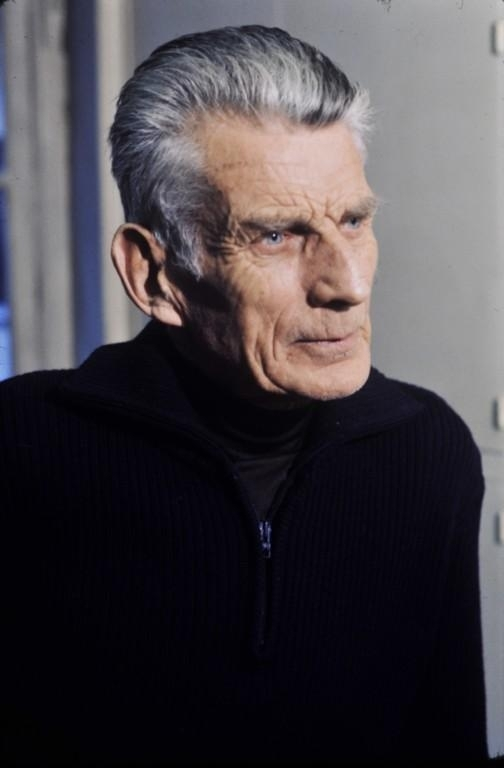
Samuel Beckett en 1977

Escrito originalmente en francés, fue luego trasladado al inglés por el propio Beckett. El texto estaría parcialmente inspirado en la música experimental de la década de 1960 y en la de John Cage.

## Título
Según el DRAE 1992, la preposición "sin" tiene dos entradas con sus respectivas acepciones: primeramente es una preposición que denota carencia, del latín "sine", así como también algo que se supone en un afuera o "además de", es decir dicha preposición es sólo entendible como funcional. 
En la segunda acepción, del griego "sun", usado como prefijación, su sentido es aparentemente opuesto, y significa unión, v. gr. "sin-cronía", unión de tiempo. 
Por su formación filológica, tanto académica como experimental (aquí debe incluirse su estrecha relación con Joyce), Beckett explora en el texto mismo, con el despliegue discursivo, esta realidad formal que desvirtúa orígenes de vocablos que no son tan tajantemente ajenos como muestra el desarrollo ramificado y mayúsculo de las lenguas. 
La preposición "sin" vale, semánticamente, por el circunstancial de negación en el análisis sintáctico-gramatical, cuyo valor no altera el sentido del predicado aunque sí, en el plano pragmático, la experiencia comunicativa. Desde el punto de vista de la gramática estructural, el predicado, llamado sintagma verbal, que consta de la partícula circunstancial negativa "no" contiene a su vez sintagmas nominales, entre los cuales puede estar incluida la preposición "sin" modificando un sustantivo. No obstante, desde el punto de vista semántico, ambos modificadores de sintagmas terminan denotando que una realidad que pudiera ser perfectamente posible, no es positivamente real. 

## Estructura
Está compuesto por 121 líneas o enunciados recurrentes o retroactivos.
El título, entendido como hiperónimo, engloba el resultado. 
Haciendo pie en la traducción de Félix de Azúa, el escrito cuenta con 121 enunciados, algunos de los cuales están encadenados en un mismo párrafo mientras que otros no, formando así la resultante de 24 párrafos o parágrafos en la traducción de Azúa, espaciados entre sí. 
| Párrafo | Enunciados |
| ------- | ---------- |
| 1       | 1-4        |
| 2       | 5-9        |
| 3       | 10-12      |
| 4       | 13-18      |
| 5       | 19-27      |
| 6       | 28-34      |
| 7       | 35-36      |
| 8       | 37-40      |
| 9       | 41-47      |
| 10      | 48-51      |
| 11      | 52-55      |
| 12      | 56-61      |
| 13      | 62-64      |
| 14      | 65-68      |
| 15      | 69-72      |
| 16      | 73-78      |
| 17      | 79-85      |
| 18      | 86-91      |
| 19      | 92-96      |
| 20      | 97-103     |
| 21      | 104-106    |
| 22      | 107-112    |
| 23      | 113-117    |
| 24      | 118-121    |

Observada cada línea en su individualidad y proyectado dicho análisis hacia las demás, su característica es el desarreglo sistemático que Beckett promueve en la sintaxis tradicional. 
Algunos de los resultados promovidos concuerdan con tradicionales figuras retóricas ya sean figuras del pensamiento como figuras fónicas.
Es un texto esencialmente aliterado o de notorios paralelismos sintácticos, por la recurrencia de motivos, imágenes o expresiones. 
Al presentar las palabras sin pausas, es decir sin comas allí donde normativamente así se acostumbra, el resultado es la acumulación. Y desde el punto de vista de la estética de la recepción (relación lector-texto) provoca una dificultad semejante a la que provocan los géneros barrocos. 
Muchas veces dicha acumulación se da entre sustantivos dispuestos de tal forma que juegan un papel semejante a la figura del oxímoron, pero con la diferencia de que la figura clásica del oxímoron está conformada por un sustantivo alterado por un adjetivo o viceversa. 
Así, el comienzo del texto puede considerarse retrospectivo desde el hiperónimo del título "Sin" ya que "Ruinas refugio..." anula el sentido, basado en la oposición binaria establecida y por demás consumada lingüísticamente (más aún occidentalmente) como muestra la proliferación de los diccionarios de sinónimos y antónimos. (Si bien una ruina puede ser ocasionalmente usada como un refugio, lo que caracteriza a este último es su solidez y compactación, cualidades de que carecen las ruinas.)

## Tema
Por el tono, la recurrencia de sustantivos y motivos, la musicalidad, este escrito puede ser considerado dentro de la tradición de las piezas poéticas llamadas odas o cantos de alabanza. No obstante, aquello que es celebrado en este escrito tiende a elidirse por la misma naturaleza del texto. En su defecto, puede verse como una celebración del pesimismo o la tragedia humana, ya que el texto deja entrever una imposibilidad de regresión existencial. 
Por dicha imposibilidad de regresión y por el carácter atópico (que otros encuadran en el género del absurdo) de la obra de Beckett, el tema requiere ser anulado o, en su defecto, ser múltiple. Una interpretación de fácil uso sería suponer que el texto se refiere al superhombre nietzscheano o algún otro tipo de evolución humana, lo cual tampoco es recusable. 
Por su parte, el editor al español tienta un esbozo: "En el espacio–tiempo sin historia de Sin, a la vez regresión y origen, perfilándose en el paisaje gris de la total ausencia de vida, la morada beckettiana, que ha alcanzado el punto extremo de su degradación física, reducida a una masa informe de materia, puede quizá dar un paso más, pero no es seguro: los planos simultáneos del ser inmóvil se confirman y se excluyen alternativamente."
Como oda puede ser un canto al nihilismo, al vaciamiento, a la muerte de la metafísica (en el fondo, resultado de la oposición binaria), fenómeno este último irrecusable que estalla (y que construye) en todo momento en el texto. 

## Traducción
La dificultad de la traducción al español está dada, en palabras del traductor, en el ritmo y duración de los enunciados del texto original por lo cual de Azúa ha tratado de mantener "un cierto escanciamiento silábico que simule el original".
"No era cuestión de sustituir coeur rebattra por “corazón volverá a latir” en un lugar en el que una sílaba de más es como cinco columnas en un pórtico."

Sólo con respecto a la cuestión de la traducción del título, el famoso pensador cómico Emile Cioran, admirador de los escritos y de la persona del irlandés, ha escrito: 

El texto francés Sans se titula en inglés Lessness, vocablo creado por Beckett, al igual que su equivalente alemán Losigkeit.
La palabra Lessness (tan insondable como el Ungrud de Boehme) me hechizó de tal manera que una noche le dije a Beckett que no me acostaría sin haberle encontrado un equivalente honorable en francés. Habíamos estado examinando todas las formas posibles sugeridas por sans y moindre. Ninguna nos había parecido acercarse al inagotable Lessness, mezcla de privación y de infinito, vacuidad sinónimo de apoteosis. Nos separamos aquella noche decepcionados. Yo continué en casa dándole vueltas al pobre sans. Justo cuando me disponía a capitular se me ocurrió buscar en dirección del término latino sine. Al día siguiente escribía a Beckett que sinéité me parecía la palabra buscada. Me respondió que también el había pensado en ella, quizás en el mismo momento que yo. Sin embargo, debimos reconocer que nuestro hallazgo no era tal. Decidimos abandonar la búsqueda, concluyendo que no había sustantivo en francés capaz de expresar la ausencia de sí mismo, la ausencia en estado puro, y que había que resignarse a la miseria metafísica de una preposición.

## Detalles
- Una de las cualidades de la escritura de Beckett es cierto automatismo al escribir. Dicho recurso relacionable al surrealismo es asumido y dosificado por el propio Beckett en este texto.

- El escrito puede considerarse estructuralmente como un collage de expresiones no hechas y crítica por tanto lingüística, lo que da parte de la influencia de la filosofía analítica, específicamente de Fritz Mauthner, en el autor. Afición, curiosamente, compartida con Joyce.[5]

- Dado que muchas veces la oposición se produce a partir del conjunto o totalidad de uno de los 121 enunciados, hay antítesis en vez de oxímoron. La antítesis, a diferencia del oxímoron, es una negación semánticamente deducida y no tan fácilmente localizable en la sintaxis como es el caso del oxímoron; ejemplo en este enunciado de Sin: "Muy bello muy nuevo como en tiempo bendito reinará la desgracia."[6]

- Algunas palabras se repiten visiblemente e incluso a veces grupos de palabras enteras, o si no meras expresiones. He aquí un ejemplo gráfico de algunas de las incidencias de dichos usos:

| Lexemas simples o acumulación de lexemas                                                | Incidencias |
| --------------------------------------------------------------------------------------- | ----------- |
| «Ruinas»                                                                                | 24 veces    |
| «Refugio»                                                                               | 22 veces    |
| «Refugio cierto»                                                                        | 20 veces    |
| «Tierra cielo»                                                                          | 14 veces    |
| «Sin salida»                                                                            | 10 veces    |
| «Tierra cielo confundidos»                                                              | 10 veces    |
| «Rostros sin trazo»                                                                     | 10 veces    |
| «Contracorriente»                                                                       | 9 veces     |
| «Nada móvil»                                                                            | 8 veces     |
| «Nunca fuera más que»                                                                   | 7 veces     |
| «Refugio cierto sin salida»                                                             | 6 veces     |
| «Rostro gris»                                                                           | 6 veces     |
| «Azul claro»                                                                            | 6 veces     |
| «Arena gris ceniza»                                                                     | 5 veces     |
| «Pequeño corazón»                                                                       | 4 veces     |
| «Latiendo solo en pie»                                                                  | 4 veces     |
| «Apagado abierto»                                                                       | 4 veces     |
| «Infinito sin relieve»                                                                  | 4 veces     |
| «Quimera luz»                                                                           | 4 veces     |
| «Falsedad»                                                                              | 3 veces     |
| «Rasgos grieta»                                                                         | 2 veces     |
| «Pequeños huecos dos azul claro»                                                        | 2 veces     |
| «Pequeño corazón latiendo solo en pie»                                                  | 2 veces     |
| «Apagado abierto cuatro lados»                                                          | 2 veces     |
| «Por fin hacia el cual»                                                                 | 2 veces     |
| «Sin un ruido nada móvil»                                                               | 2 veces     |
| «Nube pasajera»                                                                         | 2 veces     |
| «Maldecirá de Dios»                                                                     | 2 veces     |
| «La hora que pasa»                                                                      | 2 veces     |
| «Hora larga breve»                                                                      | 2 veces     |
| «Como en tiempo bendito reinará la desgracia»                                           | 2 veces     |
| «Corazón relatirá»                                                                      | 2 veces     |
| «Cuerpo pequeño bloque pequeño partes invadidas culo un solo bloque raya gris invadida» | 2 veces     |